# 西川甚五郎
西川 甚五郎（にしかわ じんごろう）は、江戸時代初期から活躍した老舗近江商人、屋号は『山形屋』。西川創業家の歴代当主が襲名する名称。
西川庄六家又は伴伝兵衛家・森五郎兵衛家と共に八幡御三家の筆頭とされた。

## 歴代
- 西川仁右衛門 - 山形屋（西川甚五郎家）創業者
- 西川甚五郎 (2代) - 八幡蚊帳の特色とされる萌黄蚊帳を創案した[1]。
- 西川利助 (5代) - 弓の輸送と一手販売の権利を手に入れる。
- 西川利助 (7代) - 隠居後甚五郎を称し、山形屋中興の祖。
- 西川甚五郎 (11代) - 八幡銀行設立に参画し八幡製糸・西川産業等設立。広島尾道・大分・京城・奉天支店等開設し、大阪・京で布団販売を開始する。現在の西川産業の礎を築く[1]。
- 西川甚五郎 (12代) - 1929年「西川」の商標を制定。貴族院多額納税者議員。
- 西川甚五郎 (13代目) - 政治家としても活躍。北海道開発庁長官を務めた。
- 西川甚五郎 (14代) - 元西川産業会長、日本橋西川ビル社長。（東京商工リサーチによる）16年没